# Scalawag

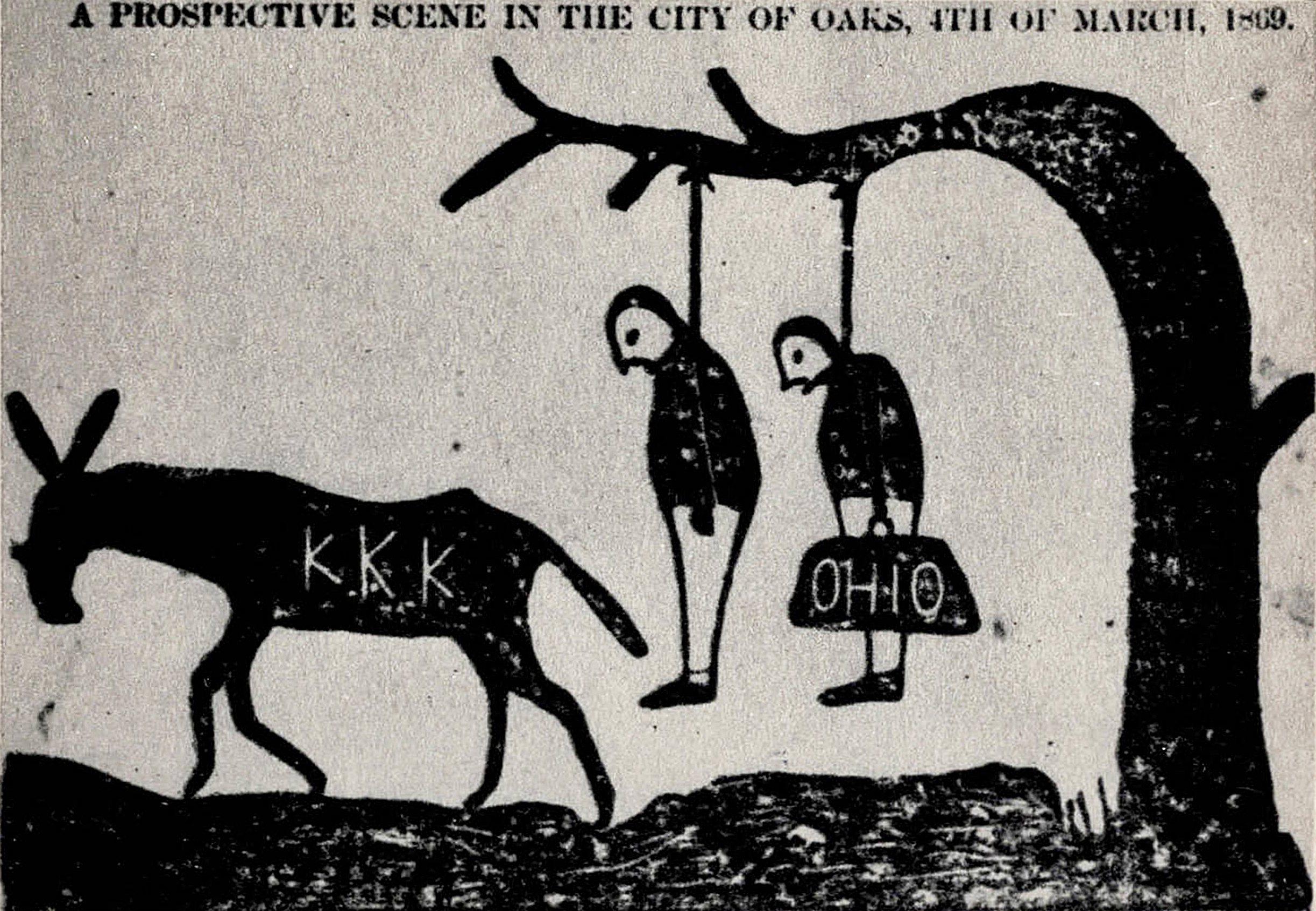
Eine Karikatur aus dem Jahr 1868 in einer Südstaaten-Zeitung, in der gedroht wird, dass der KKK die Scalawags (links) und Carpetbagger (rechts) am ersten Tag der Präsidentschaft des Demokraten Horatio Seymour lynchen würde (allerdings wurde der Republikaner Ulysses S Grant Präsident). Der Esel symbolisiert die damals noch rechts-konservative Demokratische Partei.

Der Begriff scalawag oder auch scallywag war ursprünglich ein Dialektausdruck der amerikanischen Südstaaten für minderwertiges Vieh.
Nach der Niederlage der Konföderation im Bürgerkrieg wurden in den Südstaaten weiße Sympathisanten der Republikanischen Partei, also der Partei des siegreichen Präsidenten Abraham Lincoln, als scalawags beschimpft. Hinter der Zusammenarbeit mit dem vormaligen Feind vermuteten viele weiße Südstaatler Opportunismus, also den Versuch, sich an der Siegesbeute – der Wirtschaft des Südens – zu bereichern.
James Longstreet, ein General des konföderierten Heeres, wurde oftmals als scalawag verfemt, da er als einzige führende Persönlichkeit des Südens mit den siegreichen Republikanern kooperierte.
Nordstaatler, die nach Kriegsende in den unterlegenen Süden kamen, wurden als Carpetbagger beschimpft, da man ihnen vorwarf, sich an der Siegesbeute bereichern zu wollen. Der Ku-Klux-Klan (KKK), ein rassistischer, gewalttätiger Geheimbund in den Südstaaten, kämpfte gegen befreite Sklaven, Carpetbaggers und Scalawags.